# Tuberculosybra tuberculata
Tuberculosybra tuberculata är en skalbaggsart som beskrevs av Stefan von Breuning 1948. Tuberculosybra tuberculata ingår i släktet Tuberculosybra och familjen långhorningar. Inga underarter finns listade i Catalogue of Life.